# 新港办事处
新港办事处原称新港街道，是中华人民共和国河南省郑州市新郑市下辖的一个街道办事处。根据国家统计局网站数据，2018年时已归郑州航空港经济综合实验区管辖。

## 行政区划
新港街道下辖以下地区：
牛村、枣岗村、姜庄村、寺王村、翟庄村、店张村、南街村、北街村、油坊庄村、坡地刘村、平庄村、炮李村、王庄村、苏村郑村、宋庄村、辛庄村、岗王村、刘庄村、田王村、古城村、蒲庄村、郭村韩村、庙后安村、柿吴村和柿元吴村。